# Сак Ноель
Ісаак Махмуд Ноель (Isaac Mahmood Noell), відоміший як Сак Ноель (Sak Noel) — каталонський діджей, музичний продюсер і режисер відеокліпів. Він також є засновником і співвласником кіностудії «Moguda», яка з 2009 року проводить щорічний фестиваль танцювальної музики.
Сак Ноель зайнявся музикою в підлітковому віці. Через власну компанію «Moguda» він записувався і гастролював в складі Mak & Sak за участю Xana. Найбільшу популярність здобув завдяки синглу «Loca People», який став великим хітом у Європі в 2011 році, посівши перше місце в хіт-парадах Бельгії, Данії та Нідерландів. У Данії трек отримав золотий сертифікат від Міжнародної федерації виробників фонограм.

## Сингли
| Сингли | Сингли                         | Сингли |
| Рік    | Назва                          |        |
| ------ | ------------------------------ | ------ |
| 2011   | «Loca People»                  |        |
| 2011   | «Paso (The Nini Anthem)»       |        |
| 2012   | «Where? (I Lost My Underwear)» |        |